# Nationalparkkompleks W-Arly-Pendjari
W-Arli-Pendjari kompleks, også kendt som "WAP Complex", er et grænseoverskridende UNESCO natur verdensarvssted i Benin, Burkina Faso og Niger, der omfatter:
- Arli Nationalpark i Burkina Faso
- Pendjari Nationalpark i Benin
- W Nationalpark, deles af de tre lande

Siden 2005 er det beskyttede område betragtet som et hotspot for bevaring af  Vestafrikansk løve.